# Trinity College Library
De Trinity College Library is de universiteitsbibliotheek van Trinity College in de Ierse hoofdstad Dublin, gevestigd aan College Street. Trinity College Library is met een collectie van meer dan 4,5 miljoen werken de grootste bibliotheek van Ierland.
In 1802 kocht Trinity College de Nederlandse Fagelcollectie waardoor de omvang van de bibliotheek bijna verdubbelde. Deze collectie omvat de boekerij van de familie Fagel, waarvan vijf generaties in Nederland in de 17e en 18e eeuw de functie van Griffier van de Staten-Generaal hebben vervuld.
Het instituut heeft het recht van depot voor alle werken die in Ierland verschijnen en ook de enige in Ierland die de rechten heeft voor werken verschenen in het Verenigd Koninkrijk. Het deelt die laatste rechten bij kracht van een wet uit 2003 met de volgende Britse bibliotheken: de British Library, de Bodleian Library in Oxford, de Cambridge University Library, de National Library of Wales en de National Library of Scotland, met dien verstande dat de bibliotheek een origineel exemplaar op verzoek ontvangt.
De bibliotheek is ondergebracht in vijf gebouwen, waarvan vier zich bevinden op de campus van de universiteit en een in St. James's Hospital, het academisch ziekenhuis van Dublin.
Onder de topstukken van de bibliotheek bevindt zich het Book of Kells.